# Federico Grabich
Federico Grabich (Casilda, 26 marzo 1990) è un nuotatore argentino.

## Palmarès
- Mondiali

Kazan 2015: bronzo nei 100 m sl.
- Giochi panamericani

Guadalajara 2011: bronzo nella 4 × 100 m misti.
Toronto 2015: oro nei 100 m sl e argento nei 200 m sl.
Lima 2019: bronzo nella 4 × 100 m sl e nella 4 × 100 m misti mista.
- Giochi sudamericani

Medellin 2010: oro nei 200 m sl, argento nei 50 m dorso e nei 100 m dorso, bronzo nei 50 m sl.
Santiago del Cile 2014: oro nei 200 m sl, argento nei 50 m sl, nei 100 m sl, nei 100 m dorso, nella 4 × 100 m sl e nella 4 × 100 m misti.